# Ricardo Trigueño Foster
Ricardo Alberto Trigueño Foster (Livingston, 17 de abril de 1980) é um futebolista guatemalteco que atua como goleiro. É um dos poucos futebolistas de seu país que descendem de africanos.

## Carreira em clubes
A carreira de Trigueño em clubes começou em 2001, no Aurora. Ainda passou por Suchitepéquez e Club Deportivo Marquense até assinar contrato com o Petapa. No entanto, o Marquense apelou ao CAS (Tribunal Arbitral do Esporte), argumentando que ainda possuía os direitos federativos de Trigueño.
Alheio ao assunto, Tato marcou quatro gols em 70 partidas pela Segunda Divisão guatemalteca. Em 2010, deixou o Petapa e assinou com o Deportivo Malacateco, clube que defende até hoje.

## Seleção
Trigueño defende a Seleção Guatemalteca de Futebol desde 2003, assumindo a posição do veterano Edgar Estrada. Desde então foram 53 partidas com a camisa da Guatemala, disputando apenas uma competição: a Copa Ouro da CONCACAF 2007. 